# Aim (demon)
Aim – w tradycji okultystycznej, dwudziesty trzeci duch Goecji. Znany jest również pod imionami Aym i Haborym. By go przywołać i podporządkować, potrzebna jest jego pieczęć, która według Goecji powinna być zrobiona z miedzi.
Jest on wielkim i silnym księciem piekła, który rozporządza 26 legionami duchów.
Udziela odpowiedzi na pytania dotyczące sfery prywatnej, obdarza inteligencją oraz podpala miasta, zamki i wielkie place.
Ukazuje się pod postacią przystojnego mężczyzny z trzema głowami. Pierwsza przypomina głowę węża, druga człowieka z dwiema gwiazdami na czole, a trzecia cielaka. Dosiada żmii, trzyma w ręku głownię, którą dokonuje podpaleń.

## Wkulturze masowej
- Pojawia się jako demon Haborym w książce Umberta Eco Imię róży, powołuje się na niego Remigiusz z Varagine[1].
- Haborym jest jednym z imion Pyro Archona w grze Genshin Impact[2].